# К-45 (атомний підводний човен СРСР)
К-45 — радянський атомний підводний човен проекту 659, побудований в 1959-1960 роках. Головний корабель свого проекту, перший атомний підводний човен у складі Тихоокеанського флоту. У 1970 році переобладнана за проектом 659Т, виключена зі складу флоту у 1989 році.

## Історія будівництва
28 грудня 1958 року на заводі № 199 у Комсомольську-на-Амурі відбулася закладка атомного підводного човна із заводським номером 140 - вже виготовлені секції міцного корпусу були встановлені на стапелі. На початку 1959 ступінь технічної готовності корабля досягла 36% при планових 26%. У травні того ж року Рада міністрів СРСР доручила заводу прискорити будівництво і передати човен флоту в 1960 замість запланованого раніше 1961 року. Підприємство перейшло цілодобовий режим работы.